# Neuendorf (Moorgrund)
Neuendorf is een dorp in de Duitse gemeente Moorgrund in  Thüringen. De gemeente maakt deel uit van het Wartburgkreis. Etterwinden wordt voor het eerst genoemd in een oorkonde uit 1330. In 1950 werd de tot dan zelfstandige gemeente gevoegd bij Witzelroda, dat in 1994 opging in Moorgrund.